# UEC-Perm Motors
JSC UEC-Perm Engines Motors (en ruso:Пермский моторный завод) (se comercializa en inglés como Perm Motors) una empresa con sede en Perm, Rusia. Es parte de Corporación Unida de Motores.

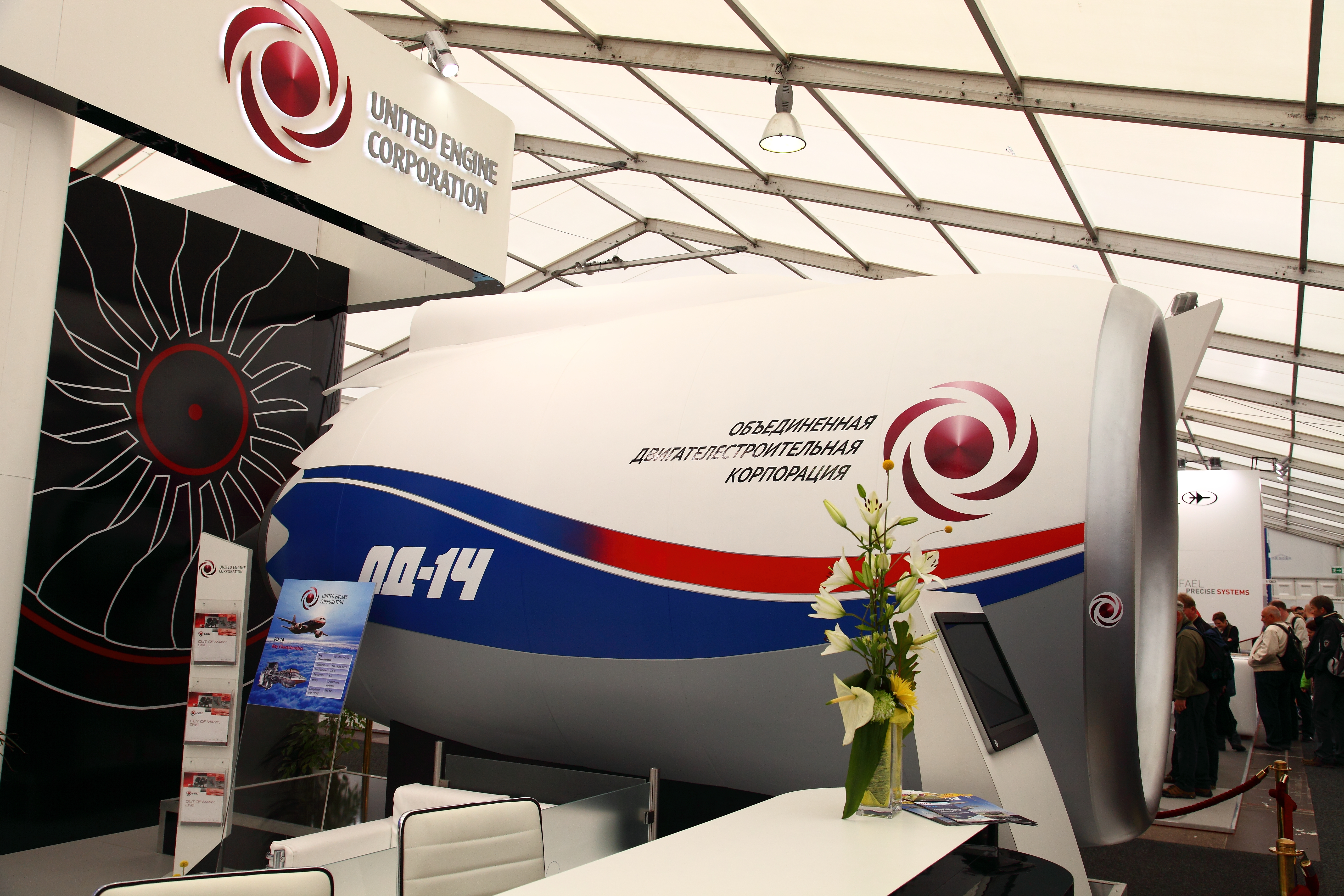
Vista de un motor Aviadvigatel PD-14

Perm Engine Plant, es una de las principales plantas de motores de aviones de la antigua URSS, produce una amplia gama de motores de aviones y helicópteros, así como cajas de cambios de helicópteros, motores de primera etapa para el Cohete Protón y maquinaria para uso en las industrias de consumo. Se coloca junto con Aviadvigatel (anteriormente conocido como la Oficina de Diseño de Motores Soloviev).

## Historia
El dominio de la producción de motores de avión comenzó en 1932 en los talleres de la planta, que aún estaba en construcción, y se expandió en toda su extensión desde el 1 de junio de 1934, cuando se tomó la decisión de fabricar en forma de estrella.  motor de pistón M-25 "Cyclone", producido por la licencia de la empresa estadounidense "Curtis Wright". El dominio del motor se había realizado en un tiempo extremadamente corto. Ya en diciembre de 1936, el personal de la empresa recibió el primer premio: la Orden de Lenin, otorgada "por la más alta calidad del motor M-25 y la ejecución avanzada de los programas estatales".
En los años de la Segunda Guerra Mundial , la capacidad de producción de la empresa se duplicó y el volumen de producción se triplicó.  Gracias a la transición a la producción por lotes dentro de los 4 años de la guerra, se suministraron casi 32 mil motores a 5 empresas de construcción de aviones.  La empresa recibió la Orden de la Bandera Roja por la excelente ejecución de las tareas del Comité de Defensa del Estado.  Los motores estaban destinados a aviones militares, en particular, los famosos aviones La-5, La-7, Su-2 y Tu-2.
En los años 50 y 60 del siglo XX se implementaron nuevos tipos de producción: la producción de motores líquidos, engranajes para helicópteros y bienes de consumo empaquetados.  Con el dominio de las nuevas tecnologías y los nuevos tipos de producción, UEC-Perm Engines se convirtió en la empresa más grande de la industria.  Con la transición de la aviación de los motores de pistón a los motores a reacción en 1950, la compañía fortaleció sus posiciones y se convirtió en el proveedor constante de los fabricantes de aviones de fama mundial, como las compañías de Tupolev, Ilushin, Mikoyan, Mil y Myasishev.  Allí, por primera vez en el país, los motores de turbina de gas de derivación habían sido masterizados y producidos por lotes: D-20P (para aviones Tu-124), económico y confiable D-30 (Tu-134), TV2 de producción masiva.  117 (Mi-8).  La empresa proporcionó hasta el 60% de las necesidades del país en motores de aviación civil y fue galardonada con la segunda Orden de Lenin (1970) y la Orden de la revolución de Octubre (1984).
En 1980, PTO "Motor builder" había dominado la producción del motor de cuarta generación PS-90A (para aviones Il-96-300, Tu-204, Tu-214, Il-76) y comenzó su producción por lotes, lo que dio a Rusia  la oportunidad de competir en pie de igualdad con los principales productores mundiales de equipos de aviación y los mejores motores de su clase: PW2000 (Pratt y Whitney, EE. UU.), RB211 (Rolls-Royce, Gran Bretaña).
En 1990, la producción de JSC "UEC-Perm Engines" - que había sido el nombre de la empresa en ese momento - aterrizó, abriendo el nuevo nicho de aplicación industrial de motores de turbina de gas en la industria del petróleo y el gas.  La línea de producción se complementó con nuevas muestras de equipos de turbinas de gas, destinadas a ser incorporadas a las unidades de bombeo de gas de la estación compresora de los ductos principales, y estaciones de turbinas de gas, lo que permitió garantizar la seguridad energética del país. En la actualidad, "UEC-Perm Engines" produce más de 10 tipos de plantas de turbinas de gas con una potencia nominal que va de 2,5 a 25 MW.
En 2008 se ha abierto una nueva era en la historia de la empresa.  El estado ruso consolidó los activos de las empresas clave de industrias estratégicas. "UEC-Perm Engines" se incluyó en OJSC "MC‘ United Engine Building Corporation "- filial 100% especializada de OJSC" UIC "OBORONPROM" para la gestión de activos de empresas de construcción de motores y UEC-Perm Motors Group se fusionó con Aviadvigatel y se comercializa como Perm Motors.
Actualmente, una larga experiencia en la producción de grandes lotes y la modernización de los motores D-30 y Perm Motors PS-90A le permitió a la empresa pasar a dominar el motor de quinta generación: el PD-14 para aviones UAC MC-21. "UEC-Perm Engines" heredó la gloria y las tradiciones de su predecesora, Perm Motor Building Plant # 19, sigue siendo la empresa líder en la industria de construcción de motores de turbinas de gas para aviación en el siglo XXI.

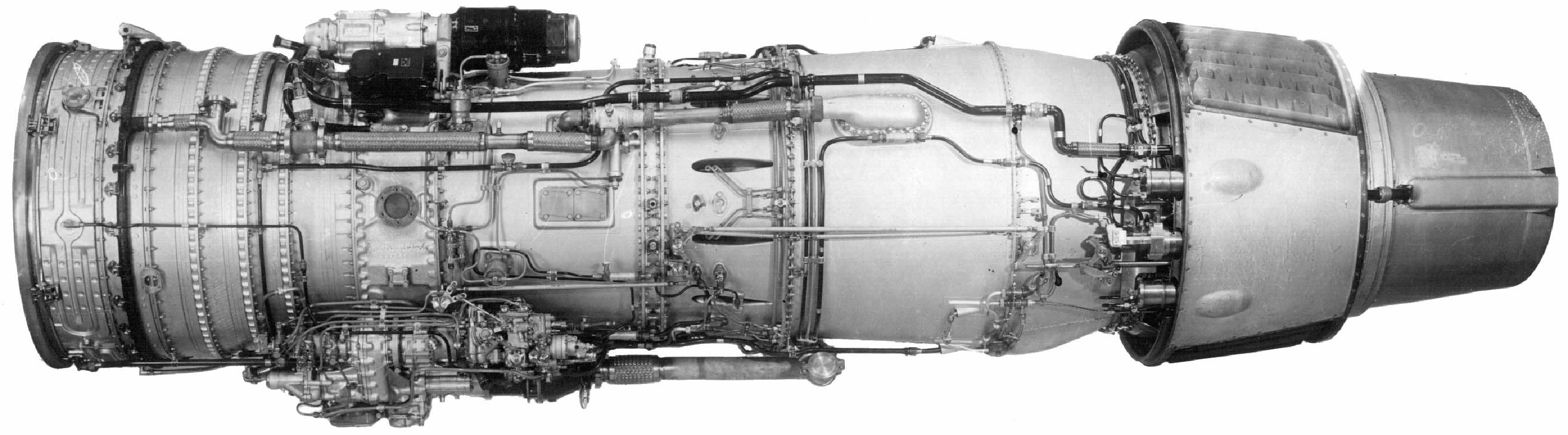
Turborreactor de doble flujo Soloviev D-30

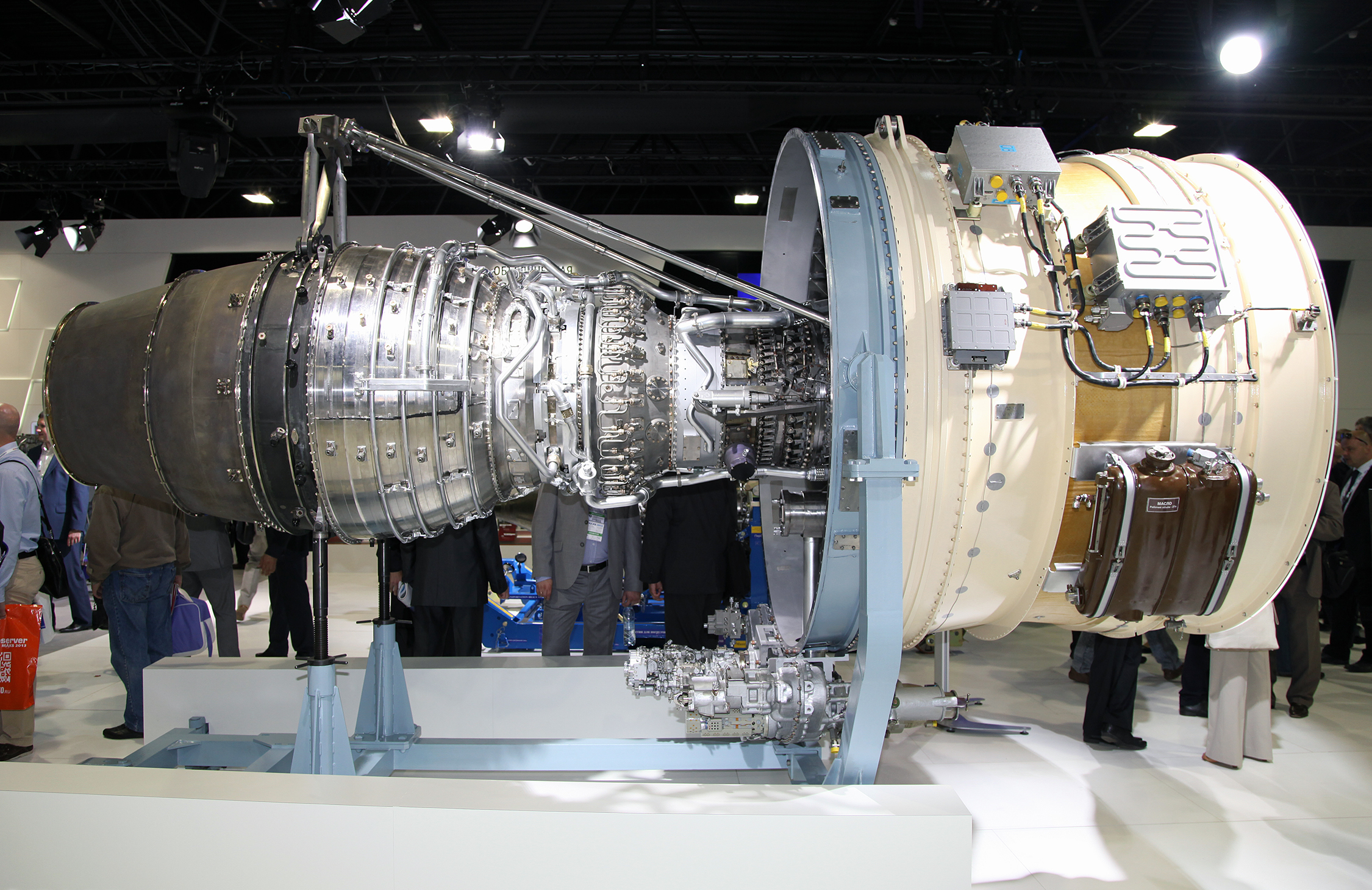
Muestra de un modelo experimental en MAKS 2013

Los aviones Il-96-300 , Il-96-400T , II-76 , Tu-204/214 con motores PS-90A son operados por un gran número de aerolíneas. Además, los aviones Tu-204/214 e ll-96-300 con motores Perm PS-90A forman la base de la flota de vuelo de la escuadra de vuelo especial "Rusia" que sirve a los principales funcionarios del estado.Desde 2009, Perm Engine Company ha sido el principal participante en el proyecto para crear una familia de motores de nueva generación basados en un generador de gas unificado. El proyecto está siendo implementado por United Engine Corporation con la participación de empresas de construcción de motores de Rusia: OJSC UMPO , OJSC NPO Saturn , FSUE MMPP Salut , OJSC NPP Motor, etc. El desarrollador principal del proyecto es la oficina de diseño de Perm de OJSC. Aviadvigatel La empresa principal de producción, ensamblaje y pruebas en serie Perm Engine Company. Actualmente, se está trabajando para crear un motor PD-14 básico con un empuje de 14,000 kgf (el motor se instalará en un nuevo avión doméstico MS-21), así como el motor de empuje ultra alto PD-35 , que será diseñado para su instalación en prometedoras aeronaves de fuselaje ancho, fuente no especificada 878 dias En el mercado de turbinas de gas industriales, JSC Perm Engine Company es uno de los principales actores. 
La confiabilidad de las turbinas de gas de Perm y la experiencia obtenida en su mantenimiento han hecho posible que JSC Perm Engine Company se convierta en el principal proveedor de unidades de turbinas de gas que operarán en estaciones compresoras que transportan gas en los prometedores gasoductos Nord Stream , Bovanenkovo. -Ujta , Sajalín-Jabárovsk -Vladivostok " .Para evaluar los activos de la empresa y realizar una auditoría, "UEC-Perm Motors" contrata empresas independientes de auditoría y consultoría. 
En 2017, Nekisia Pacioli LLC, una empresa de consultoría y auditoría, una de las diez empresas de auditoría más grandes de Rusia, fue aprobada como auditor de la empresa.

### PD-14

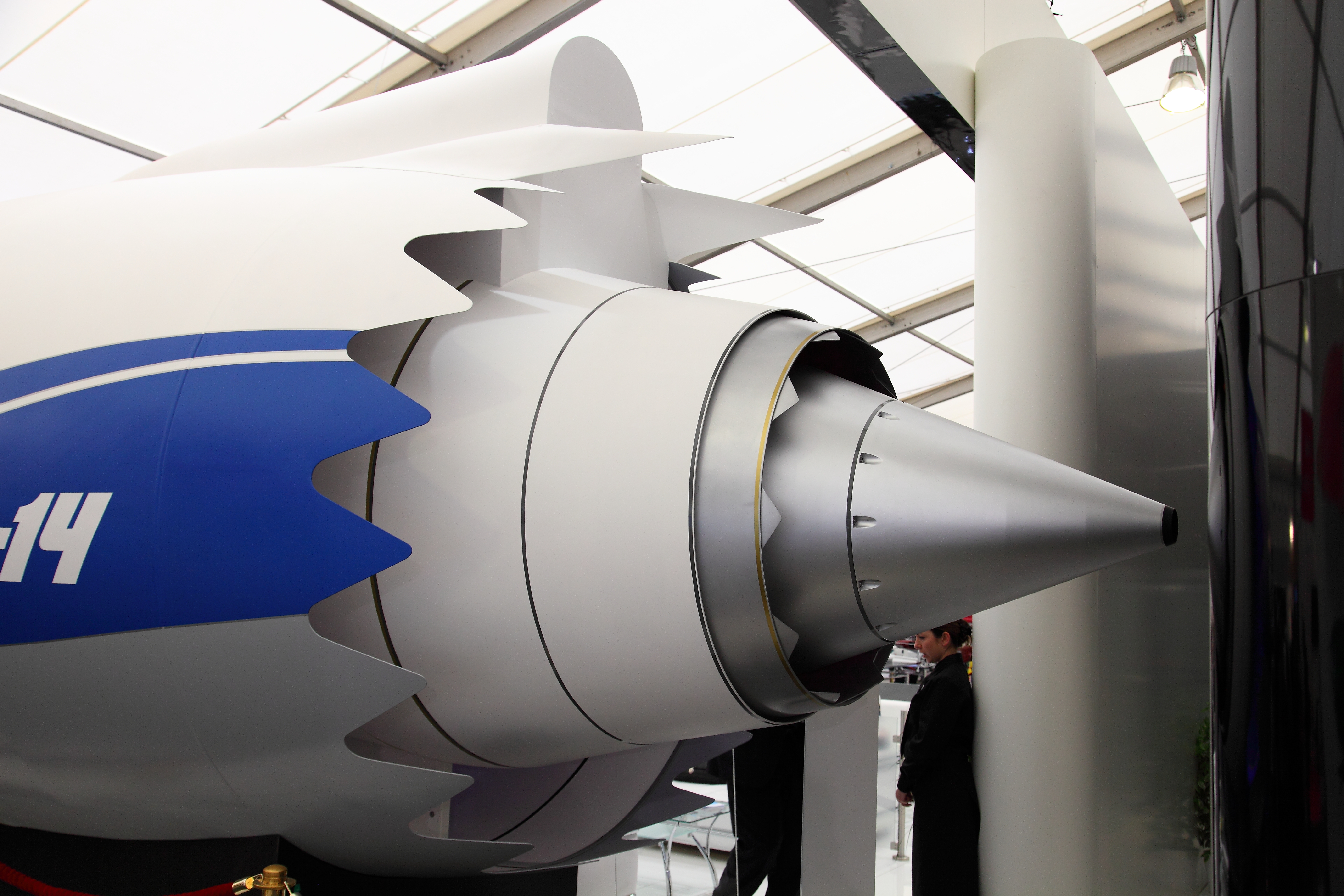
Vista atrás del motor PD-14

En diciembre de 2009, el UEC-Aviadvigatel PD-14 fue desarrollado por Aviadvigatel (Actualmente:UEC-Perm Motors) para ser un 15% más eficiente que su predecesor PS-90A2 para ser instalado en el MS-21 y el Ilyushin Il-276.
Desarrollado a partir del PS-12 (un PS-90A mejorado), el motor de empuje de 122-153 kN (27,500-34,500 lbf) está diseñado por Aviadvigatel y fabricado por Perm Engine Company. El turbofan de dos ejes tiene un núcleo de alta presión del PS-12 con un compresor de ocho etapas y una turbina de dos etapas, y cuatro etapas de baja presión. El motor de alto bypass no emplea un mezclador de escape, el consumo de combustible debe reducirse en un 10-15% del CFM International CFM56 y podría alimentar un Tupolev Tu-204 mejorado.

### PD-35
Lanzado en el verano de 2016 por United Engine Corporation a través de Aviadvigatel y NPO Saturn, el empuje PD-35 de 35 tf (77,000 lbf) se desarrollará hasta 2023 por 180 mil millones de rublos ($ 3 mil millones), incluidos 60 mil millones para bancos de prueba y equipos de laboratorio. para impulsar futuros aviones de fuselaje ancho, incluido el CRAIC CR929 ruso-chino. El motor de 8 m (26 pies) de largo pesará 8 t (18.000 lb), su ventilador tendrá 3,1 m (10 pies) de diámetro y su núcleo PD-14 ampliado tendrá un compresor de alta presión de nueve etapas y dos -Etapa de turbina.
El 19 de enero de 2018, el gobierno ruso otorgó a UEC-Aviadvigatel un contrato de ₽64,3 mil millones ($ 1,13 mil millones) para desarrollar un demostrador PD-35-1 para 2023, que incluye aspas de ventilador compuestas de cuerda ancha y carcasa de ventilador, una presión de compresor de 23: 1 relación, compuestos de matriz cerámica - carburo de silicio-carburo de silicio (SiC-SiC) y carbono-carburo de silicio (C-SiC) - y enfriamiento avanzado para temperaturas de 1450 °C (2640 °F). Podría impulsar el Ilyushin IL-96-400M, el avión de transporte Il-76, el petrolero Il-78 y un reemplazo del Antonov An-124. Una versión reducida cumpliría con los requisitos de empuje del An-124.

## Nombres de Plantas en diferentes años[12]
- Legalmente, Perm Motor Plant OJSC no es el sucesor de nadie y se organizó como una nueva entidad legal en 1997. Se le llama el sucesor legal debido a su ubicación en el mismo sitio que las fábricas anteriores, y también por su estado "hermoso".

Planta número 19  - el nombre dado a la Orden de la Industria de la Aviación de toda la Unión (HLW) "Narkomvoenmor» N.º 5, con fecha 4 de enero de 1930
- Planta número 19 que lleva el nombre de Stalin  - el nombre dado a la Orden N.º 353 del 28 de diciembre de 1935

- Planta de construcción de motores de Perm que lleva el nombre de Ya. M. Sverdlov  - el nombre fue dado por el Decreto del Consejo de Economía Nacional de Perm No. 59 del 25 de enero de 1962 y sobre la base de la Resolución del Consejo de Ministros de la RSFSR No. 52-6 del 18 de enero de 1962. El nombre cerrado es el buzón de la planta No. 211.

- Asociación de Producción de Perm "Motorostroitel" ellos. Ya. M. Sverdlov  - el nombre fue dado por la Orden del Ministro de la Industria de la Aviación No. 150 del 10 de abril de 1979. El nombre en clave es la empresa PO Box A-3985 (cancelada en 1989).

- Empresa estatal de Perm "Motorostroitel"  : el nombre fue dado por la Orden del Ministerio de Industria de la RSFSR No. 12 del 27 de diciembre de 1991 .

- Sociedad anónima abierta "Perm Motors"  - el nombre fue dado por la Resolución n.º 317 del 16 de octubre de 1992. La Administración de la región de Sverdlovsk de Perm registró la Carta.

- Open Joint Stock Company Perm Motors  : el nombre se le dio el 27 de abril de 1996 en la junta de accionistas.

- Open Joint Stock Company Perm Motor Plant  : el nombre fue registrado por la Cámara de Registro Estatal del Ministerio de Economía de la Federación de Rusia el 27 de noviembre de 1997 .

## Directores de UEC-Perm Motors
- Chubukov P.I.(1930-1934)
- Poberezhsky I.I.(1934-1938)
- V.M. Dubov (1938-1940)
- G.V. Kozhevnikov (1940-1942)
- A.G. Soldatov (1942-1953)
- Ryumin A.A. (1953-1954)
- Smirnov A.D (1954-1955)
- Popov S.V. (2013-presente)

## Logotipo
El logo de UEC-Perm Motors después de la fusión con Aviadvigatel tiene el símbolo de avión color azul y en centro la descripción en inglés:Perm Motors pero antes de la fusión el símbolo incluye un animal oso en el centro del símbolo, ese símbolo pertenece a Aviadvigatel.
Actualmente logo de la turbina en rojo igual a NPO Saturn y la Corporación Unida de Motores de Rusia.

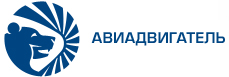
Logo de Aviadvigatel antes de la fusion

Logo de UEC-Perm Motors después de la fusión con Aviadvigatel.

## Productos Actuales

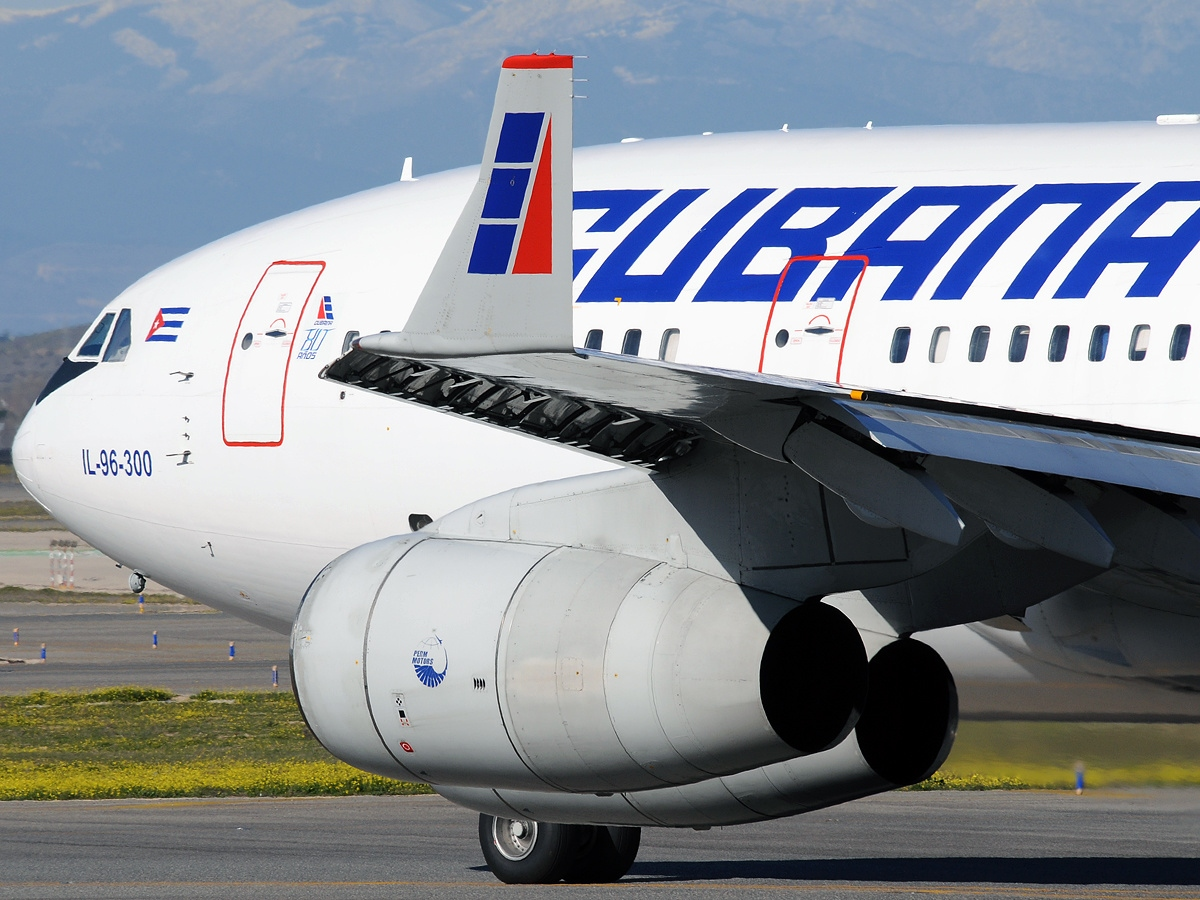
Vista de un motor Perm PS-90 de Il-96-300 de Cubana de Aviación

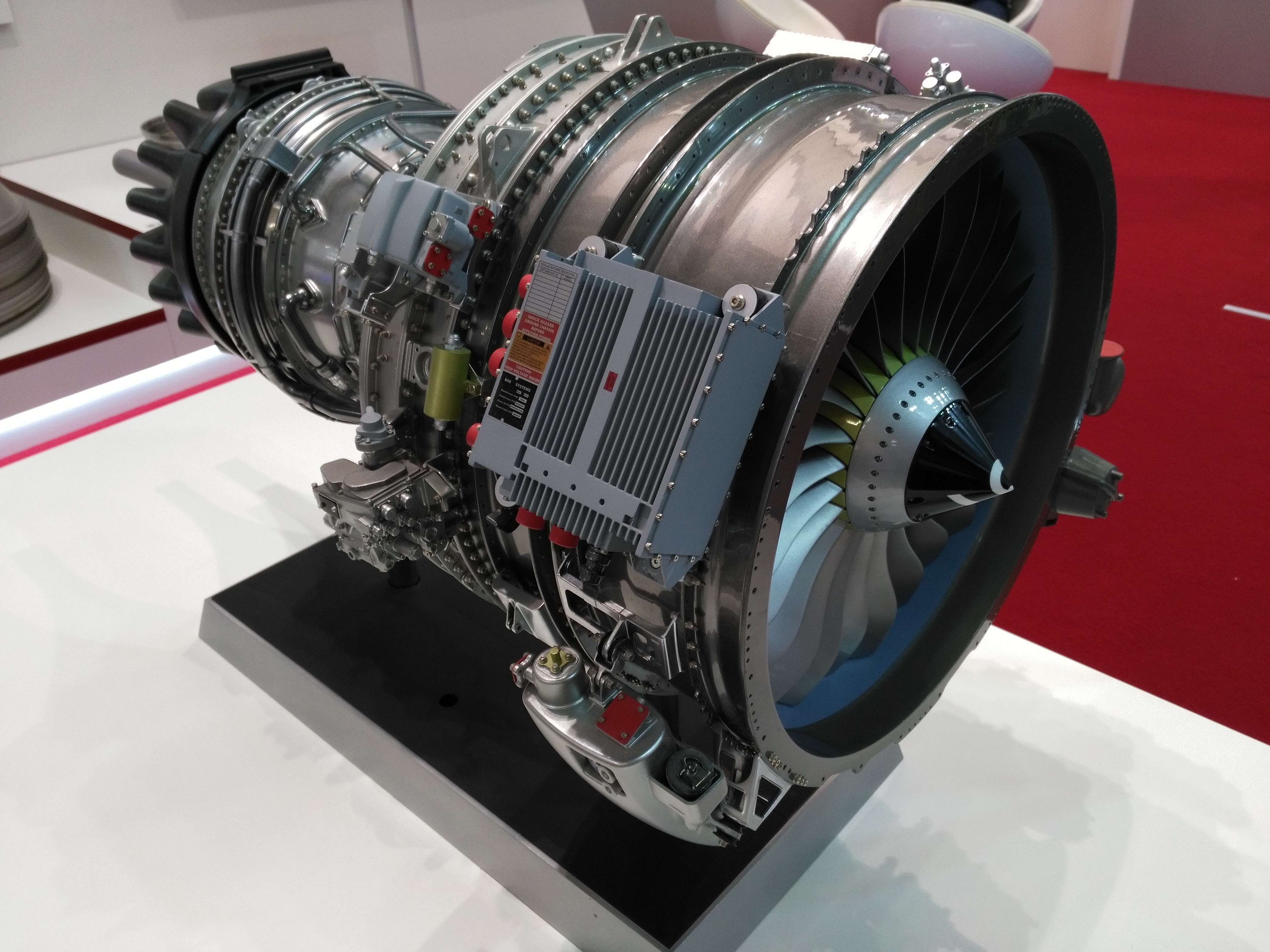
Vista de un motor UEC-Perm Motors

- Aviadvigatel PD-12 turboeje, una actualización para el Mi-26, para reemplazar el D-136 ucraniano.
- Aviadvigatel PS-12
- AI-20D
- Aviadvigatel PS-30
- Aviadvigatel PD-14 Turbofan, alimentará el Irkut MC-21.[4][4][5]
- PD-18R turbofan
- Aviadvigatel PD-30
- Aviadvigatel PS-90 turbofan, motores de las variantes Ilyushin Il-76, Ilyushin Il-96 variants, Beriev A-50, y Tupolev Tu-204/214 series.[15]
- GP-2 (PS-90-GP-2) Gas Turbina
- GPA-5,5 (Taurus 60)
- GTE-25P (PS-90GP-25) basada en el PS-90 y GTA-25 unit GTU-25P Gas Turbina
- GTU-16P se basa en el PS-90A y GTU-12P
- GTU-12P (based on D-30 engine) y otras variantes GTs
- D-30 modernización de la modificación de la variante
- GTU-30P 30 34 MW[16] GTE30, basada en el D-30F6  y PS-90
- GTA-14 14 MW se basa en Titan-130 Solar Turbinas
- GTU-32P (30 40 MW) on basis D-30F6 y MS5002E (GTU32 "Ladoga" construye en la planta San Petersburgo)
- GTE180 GTE160 GT100 GTE65 . unit M94yu2

Construyendo y Desarrollando
- PD-24 (around ± 240 kN)
- PD-28 (around ± 280 kN)
- PD-35 (up to 300/328 kN max 350)[17]
- GTUs 30 y 40 MW
- Marine GTUs

### Motores deShvetsov
- Shvetsov ASh-2
- Shvetsov ASh-21
- Shvetsov ASh-62/M-62
- Shvetsov ASh-73
- Shvetsov ASh-82/M-82
- Shvetsov ASh-83
- Shvetsov ASh-84
- Shvetsov M-11
- Shvetsov M-22
- Shvetsov M-25
- Shvetsov M-63
- Shvetsov M-64
- Shvetsov M-70
- Shvetsov M-71
- Shvetsov M-72
- Shvetsov M-80
- Shvetsov M-81

### Motores de Soloviev
- Soloviev D-20 turbofan, alimentó el Tupolev Tu-124.[18]
- Soloviev D-25 turboshaft, alimentó el Mil Mi-6, Mil Mi-10
- Soloviev D-30 (Actualmente: Aviadvigatel PS-30) turbofan, alimentó el Tupolev Tu-134A-3, A-5, y B, Mikoyan-Gurevich MiG-31, Ilyushin Il-62, variantes del Ilyushin Il-76, Beriev A-40 y el Tupolev Tu-154.[19]